# Mario Righetti

Mons. Mario Righetti

Mario Righetti (Camogli, 24 agosto 1882 – Genova, 8 luglio 1975) è stato un abate e liturgista italiano.

## Biografia
Fu ordinato sacerdote a Genova il 17 giugno 1905 e fu quindi inviato come cappellano a Nostra Signora di Belvedere a Sampierdarena.
Dal 1908 al 1923 svolse attività in Curia nell'Ufficio amministrativo e nell'Ufficio catechistico; dal 1921 ebbe l'incarico di direttore della Rivista Diocesana.
Nel 1923 fu nominato arciprete della parrocchia di San Pietro di Quinto al Mare, nel levante genovese.
Dal 1937 al 1941 si trasferì a Quinto la famiglia di Gianna Beretta. La giovane in quel periodo partecipò attivamente alla vita parrocchiale nell'associazione di Azione Cattolica, di cui era assistente spirituale l'arciprete don Righetti. Egli diede quindi un contributo importante alla sua formazione.
Negli ultimi giorni della seconda guerra mondiale, nell'aprile del 1945, secondo la testimonianza del card. Giuseppe Siri, allora da poco vescovo ausiliare di Genova, don Mario Righetti contribuì ad evitare che la batteria di Monte Moro, situata a qualche centinaio di metri a monte della sede parrocchiale di San Pietro, aprisse il fuoco sulla città. Grazie alla sua conoscenza della lingua tedesca riuscì a "persuadere i tedeschi di Monte Moro a non procedere ad atti tanto crudeli quanto inutili".
Appena finita la guerra fu nominato abate mitrato e parroco della chiesa di Nostra Signora del Rimedio a Genova. Promosse, con la collaborazione del vicario coadiutore don Luigi Parodi, la ripresa della vita parrocchiale nel dopoguerra.
Avviò il restauro della chiesa. Promosse l'esecuzione del canto gregoriano, curò particolarmente la predicazione, diede impulso al catechismo per i ragazzi, fece attrezzare il teatro parrocchiale anche per le proiezioni cinematografiche.
Laureato in utroque iure, Righetti fu per tutta la vita studioso di storia della liturgia cristiana cattolica. Fu professore di liturgia nel seminario arcivescovile di Genova e dottore partecipante nel Collegio teologico San Tomaso d'Aquino. Accademico pontificio, consultore della Congregazione dei riti, fu chiamato come perito di liturgia e d'arte al Concilio Vaticano II. Fu sempre vivamente interessato al canto gregoriano e tradusse in italiano parte dell'opera sul canto gregoriano dello studioso tedesco Peter Wagner (1865-1931). Frutto principale della sua lunga attività di insegnamento e ricerca fu il grande Manuale di storia liturgica, ristampato nel 2005.